# Claude Morin (homme politique, 1953)
Pour les articles homonymes, voir Claude Morin (homonymie) et Morin.
Claude Morin, né le 10 août 1953, est un militaire et homme politique québécois. Il est député de Beauce-Sud de 2007 à 2008 sous la bannière de l'Action démocratique du Québec. 

## Biographie

### Formation académique
Claude Morin a un diplôme d'études collégiales du Cégep de Thetford (1975), un baccalauréat en sciences sociales de l'Université d'Ottawa (1978) et a aussi fait des études stratégiques de haut niveau au Collège de commandement et d'État-major de Kingston (1989). 

### Carrière militaire
De 1978 à 1991, il est cadre intermédiaire pour les Forces armées canadiennes à Québec et à Chilliwack (Colombie-Britannique). De 1991 à 1994, il est officier d'échange au quartier général du 3e corps d'armée pour les Forces armées canadiennes à Lille (France), puis directeur des transports au même endroit en 1994 et en 1995. De 1995 à 1997, il est directeur des ressources humaines au Quartier général de la Défense nationale à Ottawa. Il est également directeur des opérations de transport et mouvements au quartier général de l'OTAN à Naples (Italie) de 1997 à 2001, directeur général (commandant) de l'Unité de mouvements des Forces canadiennes à Longue-Pointe de 2001 à 2003 et conseiller logistique senior au Quartier général 35e Groupe brigade du Canada de Québec en 2003 et en 2004. Il est également directeur logistique général (commandant) du 55e Bataillon des Services du Canada à Saint-Malo au Québec de 2004 à 2007. 

### Autres implications
De 2004 à 2007, il est conseiller en financement hypothécaire pour Multi-Prêts à Québec.
Membre de l'Institut canadien des courtiers et prêteurs hypothécaires, du conseil d'administration du Corps canadien des commissionnaires (Division Québec), et vice-président du conseil d'administration des services professionnels de formation en sécurité et enquêtes depuis 2004.
Il est bénévole au Carnaval de Québec en 2004.

### Carrière politique
Il est député de Beauce-Sud à l'Assemblée nationale du Québec de 2007 à 2008, sous la bannière de l'Action démocratique du Québec. À la suite de l'élection générale de 2007, il est devenu porte-parole de l'opposition officielle en matière de revenu ainsi que membre de la Commission des finances publiques. En 2008, il est battu par le libéral Robert Dutil.
Aux élections fédérales de 2011, il a été le candidat du Parti libéral du Canada dans Beauce, se classant troisième.
En 2014, il se joint au conseil d’administration de l’UMQ puis en 2017, au comité exécutif.
Élu maire de la ville de Saint-Georges, en Beauce, lors des élections municipales de 2013, il est réélu en 2017 et en 2021.